# Huankarán
Huankarán (topónimo probablemente quechua-aimara)[cita requerida] es un sitio arqueológico con una torre rectangular, un par de edificios y una chullpa en el Perú. Está situado en el distrito de Tantamayo, provincia de Huamalíes, departamento de Huánuco.